# Costanza d'Austria

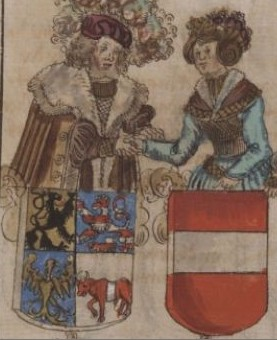
Georg Spalatin: Costanza con il marito Enrico III

Costanza d'Austria, in lingua tedesca Constantia von Österreich (6 maggio 1212 – 5 giugno 1243), è stata una nobildonna tedesca.

## Biografia
Costanza era una figlia minore del duca  Leopoldo VI di Babenberg, e di sua moglie, la principessa bizantina Teodora Angelina, figlia dell'imperatore Isacco II Angelo. Nel 1225 sua sorella maggiore Margherita sposò il quattordicenne Enrico VII di Hohenstaufen, figlio maggiore dell'imperatore Federico II. Alla morte di suo padre nel 1230, i ducati d'Austria e Stiria passarono a suo fratello Federico il Litigioso.

### Matrimonio
Il 1 maggio 1234 Costanza sposò il margravio della stipe Wettin Enrico l'Illustre. Il matrimonio ebbe luogo in un campo aperto vicino a Vienna e non nella nuova residenza dell'Hofburg dei Babenberg. Si ritiene che la conversione del castello non fosse stata completata, o forse era troppo piccola. Ci sono tre fonti di informazioni sul matrimonio stesso: due di esse riferiscono che il matrimonio avvenne in campo inuxta Stadelowe, cioè a Stadlau; la terza fonte, invece, riferisce che il matrimonio ebbe luogo in aput Ringlense, nome caduto in disuso e utilizzato al posto dell'odierno Floridsdorf.
Erano presenti al matrimonio il re Venceslao I di Boemia e il principe Béla IV d'Ungheria, l'l'arcivescovo di Salisburgo, i vescovi di Passau, Bamberga, Frisinga e di Sekau. I principi secolari erano rappresentati dal margravio Přemysl di Moravia, dal duca Alberto di Sassonia, dal duca di Carinzia, dal duca carinziano Bernardo e dal langravio di Turingia. Questa lista degli ospiti suggerisce l'importanza dei duchi Babenberg all'interno del Sacro Romano Impero.
Ebbero due figli:
- Alberto, detto il Degenerato (1240-20 novembre 1314), sposò Margherita di Sicilia e divenne langravio di Turingia e margravio di Meißen;
- Teodorico (1242-8 febbraio 1285), margravio di Landsberg, che sposò Elena di Brandeburgo.

## Morte
Costanza lasciò in eredità una reliquia della Vera Croce alla parrocchia di Dresda, ospitata da una cappella che in seguito divenne nota come Kreuzkirche. Suo marito, che aveva ereditato sia il margraviato di Meißen che la marca di Lusazia da suo padre, il defunto margravio Teodorico I, partecipò a una crociata prussiana dell'Ordine Teutonico subito dopo il loro matrimonio. Nel 1239 prese parte nelle guerre di Teltow e Magdeburgo con i margravi ascanici di Brandeburgo. Rimase un fedele sostenitore dell'imperatore Federico II.
Dopo la morte di Costanza nel 1243, suo marito si risposò con Agnese di Boemia e poi con Elisabetta di Maltitz. Quando il fratello di Costanza, il duca Federico, fu ucciso nella battaglia del fiume Leita del 1246, rivendicò per sé il ducato austriaco; tuttavia, fu preso dall'imperatore Federico II.

## Memoria
Nel 1910 nel quartiere viennese di Donaustadt, le venne intitolata la Konstanziagasse.

## Ascendenza
|                          |                  |                           | Genitori                 |  |  | Nonni |  |  | Bisnonni               |  |  | Trisnonni                 |  |
|                          |                  |                           |                          |  |  |       |  |  | Enrico II di Babenberg |  |  | Leopoldo III di Babenberg |  |
|                          |                  |                           |                          |  |  |       |  |  | Enrico II di Babenberg |  |  | Leopoldo III di Babenberg |  |
|                          |                  | Agnese di Waiblingen      |                          |  |  |       |  |  | Enrico II di Babenberg |  |  |                           |  |
| Leopoldo V di Babenberg  |                  |                           |                          |  |  |       |  |  | Enrico II di Babenberg |  |  |                           |  |
|                          |                  | Teodora Comnena           | Andronico Comneno        |  |  |       |  |  |                        |  |  |                           |  |
|                          |                  | Teodora Comnena           | Andronico Comneno        |  |  |       |  |  |                        |  |  |                           |  |
|                          |                  | Teodora Comnena           | Irene                    |  |  |       |  |  |                        |  |  |                           |  |
| Leopoldo VI di Babenberg |                  | Teodora Comnena           |                          |  |  |       |  |  |                        |  |  |                           |  |
|                          |                  | Géza II d'Ungheria        | Béla II d'Ungheria       |  |  |       |  |  |                        |  |  |                           |  |
|                          |                  | Géza II d'Ungheria        | Béla II d'Ungheria       |  |  |       |  |  |                        |  |  |                           |  |
|                          |                  | Géza II d'Ungheria        | Elena di Rascia          |  |  |       |  |  |                        |  |  |                           |  |
| Elena d'Ungheria         |                  | Géza II d'Ungheria        |                          |  |  |       |  |  |                        |  |  |                           |  |
|                          |                  | Efrosin'ja Mstislavna     | Mstislav I di Kiev       |  |  |       |  |  |                        |  |  |                           |  |
|                          |                  | Efrosin'ja Mstislavna     | Mstislav I di Kiev       |  |  |       |  |  |                        |  |  |                           |  |
|                          |                  | Efrosin'ja Mstislavna     | Ljubava Dmitr'evna       |  |  |       |  |  |                        |  |  |                           |  |
| Costanza d'Austria       |                  | Efrosin'ja Mstislavna     |                          |  |  |       |  |  |                        |  |  |                           |  |
|                          | Alessio Vatatzes | Teodoro Vatatzes          |                          |  |  |       |  |  |                        |  |  |                           |  |
|                          | Alessio Vatatzes | Teodoro Vatatzes          |                          |  |  |       |  |  |                        |  |  |                           |  |
|                          | Alessio Vatatzes | Eudocia Comnena           |                          |  |  |       |  |  |                        |  |  |                           |  |
| Isacco Comneno Vatatzes  | Alessio Vatatzes |                           |                          |  |  |       |  |  |                        |  |  |                           |  |
|                          |                  | Maria Pegonitissa         | …                        |  |  |       |  |  |                        |  |  |                           |  |
|                          |                  | Maria Pegonitissa         | …                        |  |  |       |  |  |                        |  |  |                           |  |
|                          |                  | Maria Pegonitissa         | …                        |  |  |       |  |  |                        |  |  |                           |  |
| Teodora Angelina         |                  | Maria Pegonitissa         |                          |  |  |       |  |  |                        |  |  |                           |  |
|                          |                  | Alessio III Angelo        | Andronico Angelo         |  |  |       |  |  |                        |  |  |                           |  |
|                          |                  | Alessio III Angelo        | Andronico Angelo         |  |  |       |  |  |                        |  |  |                           |  |
|                          |                  | Alessio III Angelo        | Eufrosina Castamonitissa |  |  |       |  |  |                        |  |  |                           |  |
| Anna Comnena Angelina    |                  | Alessio III Angelo        |                          |  |  |       |  |  |                        |  |  |                           |  |
|                          |                  | Eufrosina Ducena Camatera | Andronico Camatero       |  |  |       |  |  |                        |  |  |                           |  |
|                          |                  | Eufrosina Ducena Camatera | Andronico Camatero       |  |  |       |  |  |                        |  |  |                           |  |
|                          |                  | Eufrosina Ducena Camatera | …                        |  |  |       |  |  |                        |  |  |                           |  |
|                          |                  | Eufrosina Ducena Camatera |                          |  |  |       |  |  |                        |  |  |                           |  |